# Legoland Billund Resort
Koordinaten: 55° 44′ 7″ N, 9° 7′ 53″ O
Das LEGOLAND Billund Resort ist ein dänisches Freizeit-, LEGOLAND- und Themenparkresort in Billund, Dänemark. Der Park befindet sich in der Nähe der ursprünglichen LEGO-Fabrik und des Flughafens Billund und wurde am 7. Juni 1968 als erster LEGOLAND-Freizeitpark weltweit eröffnet. Mit knapp 2 Millionen Besuchern im Jahr 2019 und über 50 Millionen Besuchern seit der Eröffnung des Freizeitparks ist er die größte dänische Touristenattraktion außerhalb Kopenhagens. Bekannt ist der Park vor allem für sein Miniland, in welchem mehr als 20 Millionen LEGO-Steine verwendet wurden, um berühmte Orte nachzubauen. Weiterhin gibt es viele Attraktionen und Spielplätze in Themenbereichen, welche auf LEGO-Produktlinien basieren.

## Geschichte

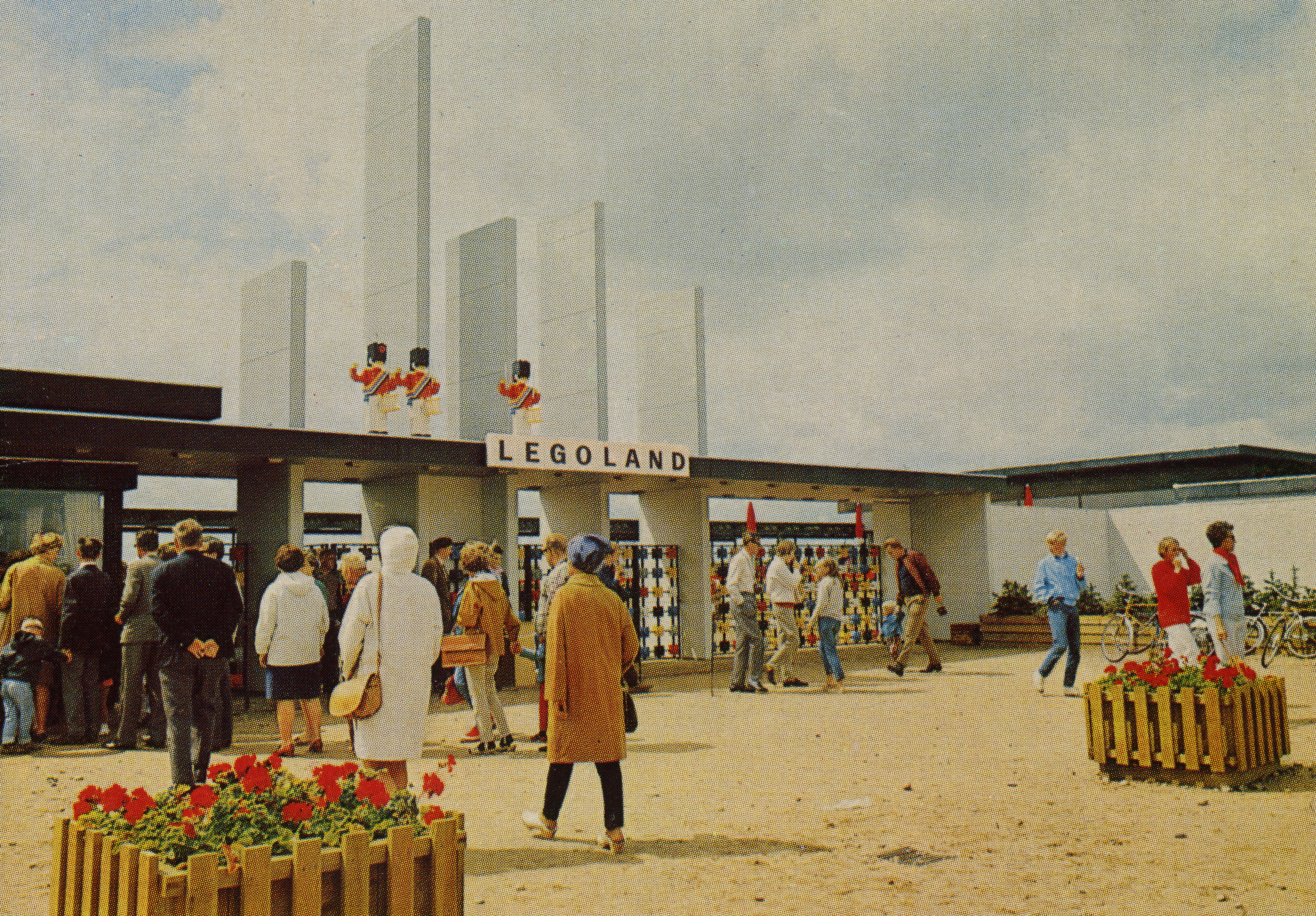
Eingang im Jahr 1968

Im Jahr 1949 führte die Firma LEGO unter der Leitung von Ole Kirk Christiansen neben der bereits bestehenden Holzspielzeuglinie Plastikspielzeuge ein, nachdem 1947 die ersten Spritzgussmaschinen gekauft worden waren. Vor dem Tod seines Vaters wurde Gotfred Kirk Christiansen zum Geschäftsführer des Familienunternehmens ernannt. In den 1960er Jahren beschloss er, einen 5,7 Hektar großen Freizeitpark neben der LEGO-Fabrik in Billund zu erschaffen, um den Spielzeugverkauf zu fördern. In der Mitte der 1960er Jahre zog die Fabrik in Billund bereits mehr als 20.000 Besucher im Jahr an. Als erster Direktor und Designer wurde Arnold Boutrop eingestellt. Dagny Holm, eine Bildhauerin, die im Jahr 1961 als Modelldesignerin eingestellt wurde, designte zum großen Teil das Miniland. Der Park wurde am 7. Juni 1968 eröffnet und wurde sofort ein Erfolg und zog in seiner ersten Saison 625.000 Besucher an.
Der zentrale Bereich war zunächst das Miniland, in dem Städte und berühmte Gebäude aus LEGO-Steinen nachgebaut wurden. Es gab dänische, deutsche und englische Städte, Modelle des Doms zu Viborg, Koldinghus und der Mühle von Dybbøl sowie eine Ritterburg und eine Stadt der Zukunft. Zu den Aktivitäten gehörten zunächst der LEGO-Zug, eine Verkehrsschule und eine Indianersiedlung. Weiterhin gab es ein Puppenmuseum mit 300 antiken Puppen, wechselnde Ausstellungen mit pädagogischem Zweck und ein Puppentheater. Zudem gab es ein Restaurant und ein Geschäft, welches LEGO-Steine verkaufte.
In den folgenden Jahrzehnten wurde das LEGOLAND immer wieder erweitert. In den 70ern kam die Westernstadt LEGOREDO Town hinzu, Anfang der 90er das Piratenland und im Jahr 1997 die Königsburg mit der Drachenachterbahn. Zu seinem 50-jährigen Jubiläum im Jahr 2018 umfasste der Park eine Fläche von 147.000 m². Generell stieg die Anzahl der Attraktionen und gastronomischen Angebote mit der Erweiterung des Freizeitparks stark an. Das Miniland wurde im Laufe der Zeit modernisiert und umgebaut. Die Fantasiestadt Lilleby erinnert noch heute an die Eröffnung im Jahr 1968. Andere Attraktionen wie das Puppenmuseum wurden aber abgebaut.
Das LEGOLAND Billund ist heute eine der meistbesuchten dänischen Touristenattraktionen. Nur Tivoli und Dyrehavsbakken ziehen mehr Besucher an. Auf Basis des LEGOLANDs in Dänemark wurden und werden weiter LEGOLAND-Themenparks weltweit gebaut.
Im Laufe der Jahre hat das LEGOLAND Billund viele originelle Modelle und Fahrgeschäfte hinzugefügt. Der Park wurde nun auf 18 Hektar erweitert und beherbergt inzwischen neun Themenbereiche.
Im Jahr 2005 verkaufte die LEGO Group die Freizeitparks an das britische Unternehmen Merlin Entertainments Group. Zur gleichen Zeit kaufte Kirkbi, die Holdinggesellschaft von LEGO, einen Anteil von 30 % von Merlin Entertainments. Im Jahr 2019 wurde die Merlin Entertainments Group von der LEGO Group aufgekauft. Damit gehören dem LEGO-Konzern wieder alle LEGOLAND-Parks sowie alle anderen Attraktionen von Merlin Entertainments.

## Themenbereiche

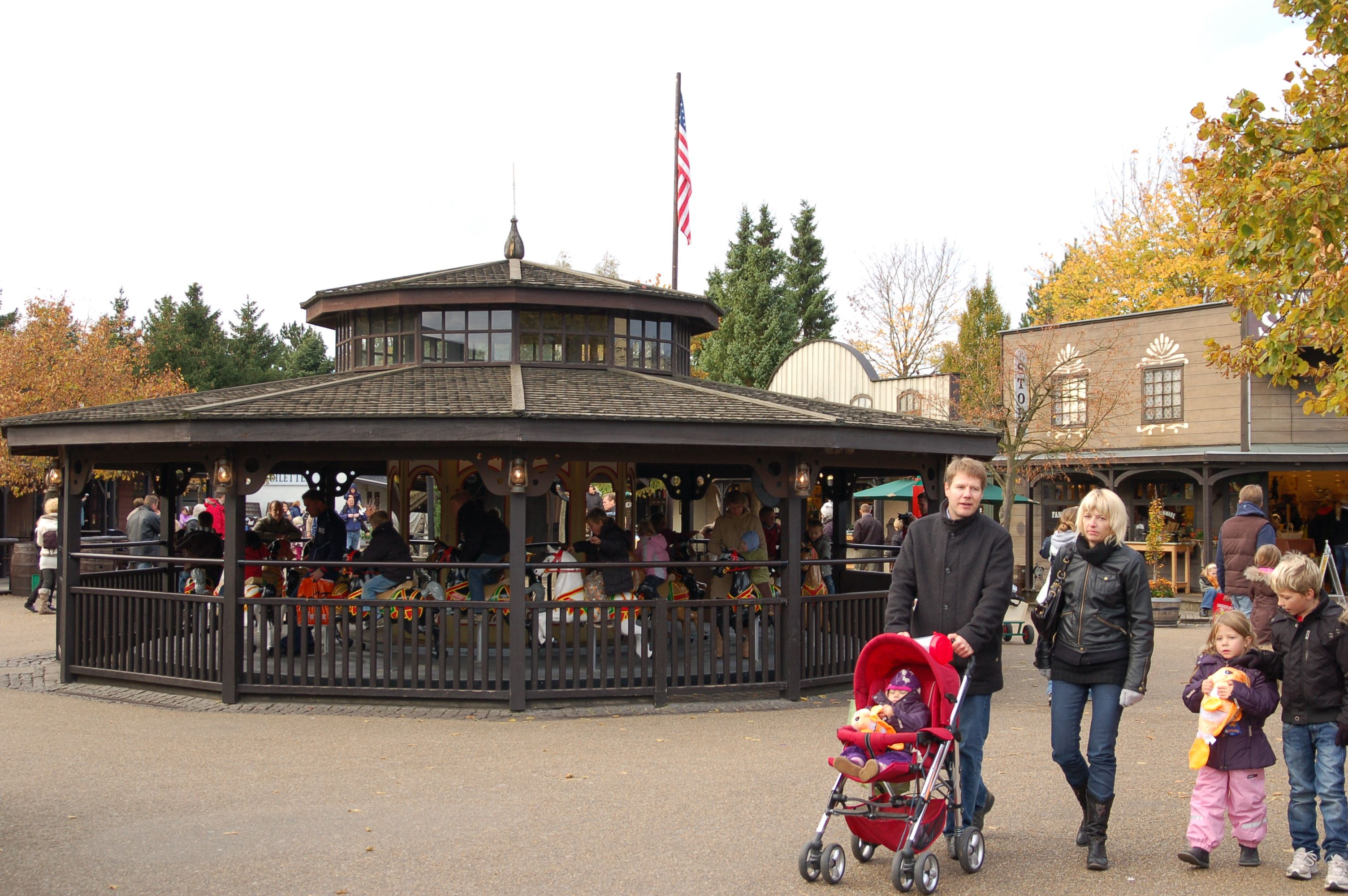
Legoredo Town

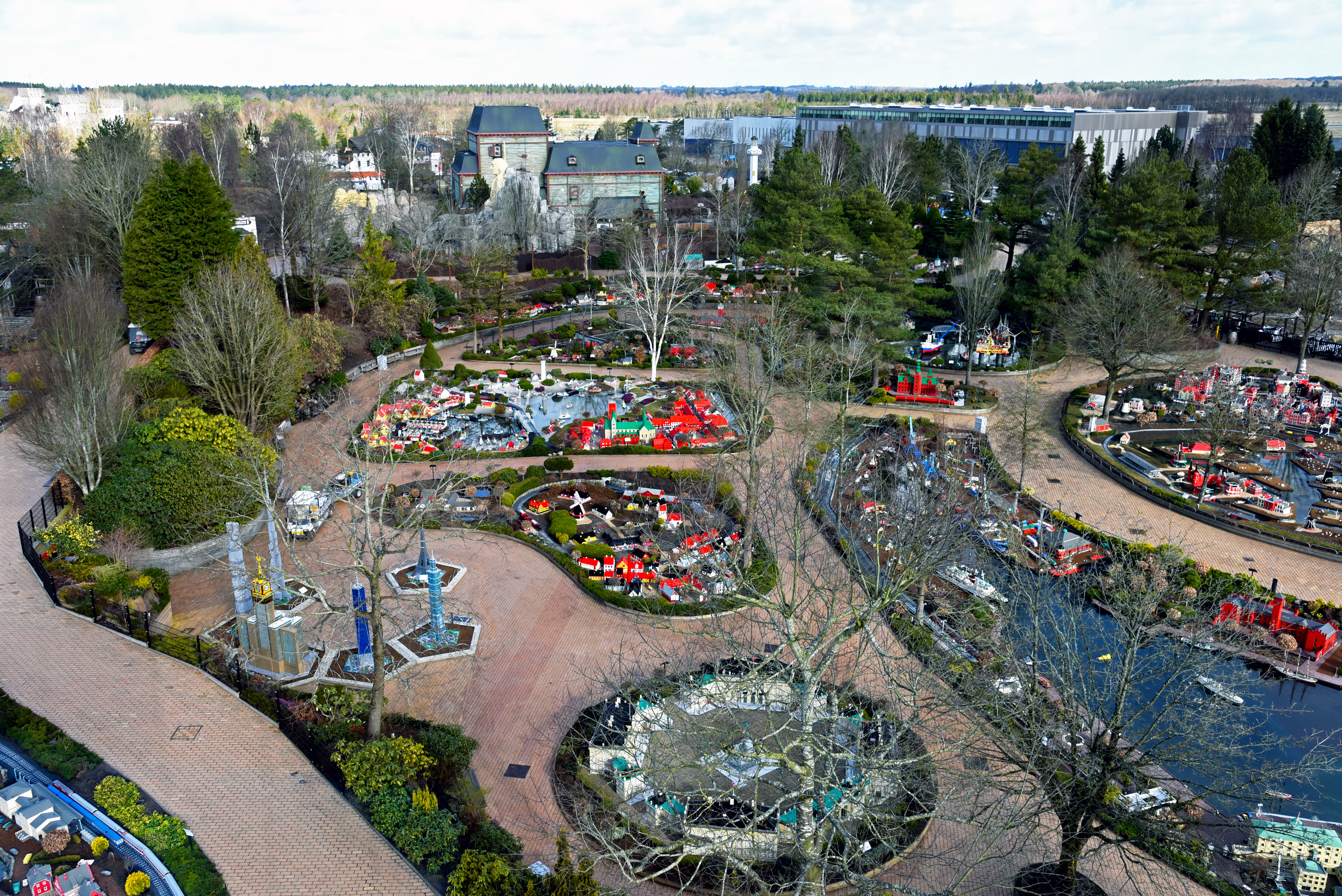
Das Miniland im Legoland Billund

Der Park ist in neun Themenbereiche aufgeteilt.
Adventure Land
Das Adventure Land (deutsch: „Abenteuerland“) bietet ein Dschungelthema mit einem Abenteuerpfad und weiteren wilden Fahrgeschäften wie der Wilden Maus X-treme Racers. Hier befindet sich auch der Darkride The Temple, in dem die Besucher mit Laserpistolen ausgerüstet auf bewegliche Ziele in 11 verschiedenen Szenen schießen können, die das alte Ägypten zum Thema haben. Eine modernere Attraktion ist die Feuerwehr Falck, bei der sich Familien als Feuerwehrmänner versuchen können.
Duplo Land
Das Duploland, das ursprünglich das Fabuland war, ist der Ort für die Jüngsten mit einem Spielbereich und kindgerechten Aktivitäten. Die Bereiche sind wie eine Stadt gestaltet, in der die Kinder spielen können, mit Häusern mit Treppen, Rutschen und unechten Autos dazwischen, was reichlich Gelegenheit für Rollenspiele und interaktives Spiel bietet. Zu den Aktivitäten gehören Duplo Express, das wie ein Zug aus Duplo-Steinen aussieht, und Duplo Fly.
Imagination Zone
Die Imagination Zone bietet ein 4D-Kino mit 600 Sitzplätzen, Spezialeffekten und wechselnden Vorführungen. Außerdem gibt es eine Atlantis-Expedition mit einem Aquarium mit über 800 Meeresbewohnern.
Knight’s Kingdom
Zum Ritterreich gehört eine mittelalterliche Burg, durch die der Großteil der Strecke des Powered Coasters Dragen führt, welcher zunächst an verschiedenen mit LEGO gebauten Tableaus vorbeiführt und dann mit einem kurzen Ausflug ins Freie endet. Eine weitere Attraktion ist der Vikings River Splash.
LEGO Movie World
Die Neuheit im Jahr 2020.
LEGO Ninjago World
Bietet den interaktiven Darkride Ninjago The Ride sowie weitere Aktivitäten rund um Ninjago.
LEGOREDO Town
LEGOREDO Town ist ein Westernbereich mit einer Westernstadt, einer Goldmine und einem Indianerlager mit Cowboys und Indianerhäuptling. Der Bereich umfasst neben der Wildwasserbahn LEGO Canoe, welche durch eine künstliche Berglandschaft führt, ein Kinderkarussell sowie Ghost – The Hounted House (ein Geisterhaus mit leichter Western-Thematik) und den Force-Coaster Flying Eagle, welcher 2018 eröffnete.
Miniland
In LEGOLANDs eigenen Worten ist das Miniland das Herzstück und das erste, was die Besucher gleich nach dem Eingangsbereich betreten. Hier werden eine Reihe von Landschaften und Sehenswürdigkeiten aus dem In- und Ausland in Form von LEGO-Modellen dargestellt, typischerweise im Maßstab 1:20 und ergänzt durch echtes Wasser, Gras und eigene Bäume. Zu den dänischen Beiträgen gehören Amalienborg, Nyhavn, Skagen, Ribe, Dybbøl Mølle und Møgeltønder, sowie das fiktive Lilleby. Das Ausland ist mit Losen aus Schweden, Bergen, Schottland, Deutschland, Holland und dem Kennedy Space Center vertreten. Darüber hinaus gibt es einen modernen internationalen Flughafen. Insgesamt wurden mehr als 25 Millionen Euro ausgegeben für LEGO-Steine. In unmittelbarer Nähe befinden sich die Miniboote, mit denen Kinder eine Rundfahrt zwischen Gebäuden und Denkmälern wie der Kronborg, der Akropolis und der Freiheitsstatue unternehmen können. Weitere Aktivitäten sind der Aussichtsturm LEGOTOP, LEGO Safari, Die Raupe, Monorail, LEGO Train und Traffic School.
Folgende Modelle bestehen im dänischen LEGOLAND:
| Abgebildetes Land  | Bild | Modelle |
| ------------------ | ---- | --- |
| Ägypten            |      | Tempel von Abu Simbel |
| Dänemark           |      | Flughafen Billund, Kopenhagen (Schloss Amalienborg, Nyhavn), Düppeler Mühle, Schloss Fredensborg, Esbjerg, Bahnhof Klampenborg, Lilleby (fiktives Dorf), Møgeltønder, Ribe und Skagen |
| Deutschland        |      | Düsseldorf (Rheinpromenade), Burg Pfalzgrafenstein und Tegernsee |
| Griechenland       |      | Athen (Akropolis) |
| Japan              |      | Burg Himeji |
| Niederlande        |      | Niederländische Landschaft und Amsterdam. |
| Norwegen           |      | Bergen |
| Schottland         |      | Crail und Eilean Donan |
| Schweden           |      | Göta-Kanal |
| Thailand           |      | Wat Phra Kaeo und Großer Palast (Bangkok) |
| Vereinigte Staaten |      | Kapitol, Freiheitsstatue, Hollywood, Kennedy Space Center und Mount Rushmore. |
Piratenland
Dieser Bereich hat Piraten zum Thema. Hier kann man an der Festung des Gouverneurs vorbei in die geheimen Höhlen der Piraten segeln, sich auf einen Leuchtturm zum Leuchtturmmeister hochziehen oder in großen Piratenkugeln herumwirbeln, bis einem schwindelig wird, und sich bei den Piratenspielen mit Teddybären und Bällen vergnügen.
Polar Land
Im Polar Land gibt es den Polar X-Plorer, LEGOLANDs bisher größtes und schnellstes Fahrgeschäft, und im neuen Land gibt es auch die Polar Pilot School (früher Power Builder).

## Achterbahnen
| Name                      | Typ                                            | Hersteller   | Eröffnungsjahr | Bemerkungen                                                                            | Themenbereich    | Bild | Referenzen    |
| ------------------------- | ---------------------------------------------- | ------------ | -------------- | -------------------------------------------------------------------------------------- | ---------------- | ---- | ------------- |
| Dragen Drachenbahn        | Powered Coaster, Dark Ride, Familienachterbahn | Mack Rides   | 1997           | Im Gegensatz zu den meisten anderen Powered Coaster verfügt diese Bahn über zwei Züge. | Knight’s Kingdom |      | [ 6 ] [ 7 ]   |
| Flyvende Ørn Flying Eagle | Familienachterbahn                             | Zierer Rides | 2018           | Wurde im Rahmen des 50. Geburtstags des Parks eröffnet.                                | LEGOREDO Town    |      | [ 8 ] [ 9 ]   |
| Polar X-plorer            | Stahlachterbahn ohne Inversionen               | Zierer Rides | 2012           |                                                                                        | Polar Land       |      | [ 10 ] [ 11 ] |
| X-treme Racers            | Wilde Maus                                     | Mack Rides   | 2002           |                                                                                        | Adventure Land   |      | [ 12 ] [ 13 ] |

### Ehemalige Achterbahnen
| Name        | Typ                | Hersteller   | Eröffnungsjahr | Schließungsjahr | Bemerkungen                                  | Themenbereich | Referenzen |
| ----------- | ------------------ | ------------ | -------------- | --------------- | -------------------------------------------- | ------------- | ---------- |
| Timber Ride | Familienachterbahn | Zierer Rides | 1978           | 2013            | Verfügte über eine Goldminen-Thematisierung. | LEGOREDO Town | [ 14 ]     |

## Besucherzahlen
| Jahr     | 1968    | 2007      | 2011      | 2012      | 2019      |
| -------- | ------- | --------- | --------- | --------- | --------- |
| Besucher | 625.000 | 1.600.000 | 1.700.000 | 1.700.000 | 1.950.000 |

## Zwischenfälle
Am 29. April 2007 wurde eine 21-jährige Mitarbeiterin von einer Achterbahn getötet, als sie über einen Sicherheitszaun kletterte, um die Brieftasche eines Gastes zu holen.